# Конституция на Босна и Херцеговина
Конституцията на Босна и Херцеговина е разработена по врема на мирните преговори след военния конфликт.
Приета е на 21 ноември 1995 година и е подписана на 14 декември 1995 година в Париж от Председателския съвет на Босна и Херцеговина, Хърватия, Съюзна република Югославия и международните посредници, което бележи края на гражданската война в страната.

## Структура
Конституцията на Босна и Херцеговина е съставена от 12 раздела:
1. Босна и Херцеговина
2. Права на човека и основните свободи
3. Задължения на институциите на Босна и Херцеговина, като и субекти и отношенията между тях
4. Парламентарна асамблея
5. Президент
6. Конституционен съд
7. Централна банка
8. Финанси
9. Общи приложения
10. Внесени поправки
11. Редът и условията за преходен период
12. Влизане в сила